# Lucentum
Lucentum (también Leukante o Leukanto) es el nombre de una ciudad íbero-romana situada en la costa de Alicante, en lugar desconocido , al faltar pruebas documentales concretas. La influencia del nombre de la antigua ciudad romana tiene hoy su eco en la actual Alicante. Un gran multitud de empresas, asociaciones y clubes deportivos llevan el nombre de la antigua ciudad.

## Historia
Esta sección trata de la historia de Lucentum hasta el fin de la dominación romana. Para saber más de la historia de Alicante hasta nuestros días, consulte: Historia de la ciudad de Alicante.

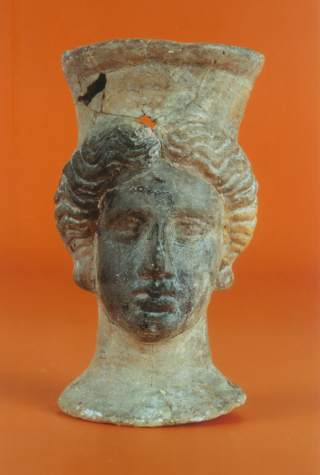
Pebetero funerario ibérico de la necrópolis de Lucentum.

El origen de Lucentum como núcleo de población se remonta al siglo IV a. C., siendo sus primeros pobladores de origen íbero contestano, que mantenían estrechos contactos comerciales y culturales tanto con griegos como con fenicios. También se les conocen contactos con la cultura tartésica del sur peninsular. Todos estos intercambios culturales dieron lugar a una cultura con caracteres propios que historiadores romanos como Plinio el Viejo o Estrabón llamaron «Contestania». Se cree que es la misma ciudad que los griegos llamaban «Akra Leukḗ» (Ἂκρα Λευκῆ).
Con la entrada de Cartago en la Península antes y durante la segunda guerra púnica, la ciudad recibió la influencia arquitectónica cartaginesa que hoy se puede percibir en sus restos. Al construir estos sobre la ciudad ya existente, los restos íberos de Lucentum son prácticamente inexistentes, limitándose si acaso a partes de la muralla que rodeaba a la ciudad. Fueron los romanos los que dieron el nombre de Lucentum a la ciudad tras la conquista del levante por Publio Cornelio Escipión, y los que construyeron la mayor parte de los restos de lo que hoy forma el conjunto histórico. Como toda ciudad romana, Lucentum fue provista de termas, templos, foro, cloacas, etc..
El periodo de auge de la ciudad se data entre el siglo I a. C. y el siglo I d. C., entrando en franca decadencia a finales de este siglo y siendo prácticamente abandonada en el siglo II y III. El motivo principal de esta decadencia se encontraba en la vecina ciudad de Ilici (la actual Elche), que, mejor comunicada por tierra y por mar, disfrutaba de una prosperidad que restó importancia comercial y estratégica a la ciudad de Lucentum. Hasta tal punto llegó la decadencia de la ciudad que esta fue totalmente abandonada, y posteriormente se ubicó sobre ella un cementerio musulmán, ya en el siglo X u XI.

## Lucentum hoy

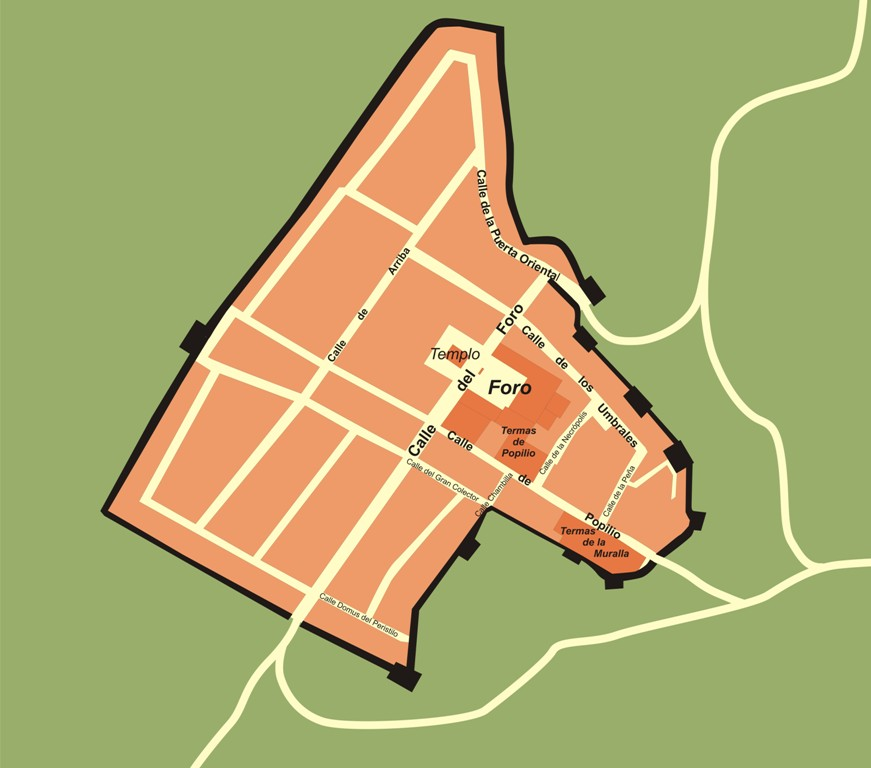
Reconstrucción hipotética de la planta de la ciudad intramuros sobre el s.I d. C.

Los primeros datos que llevan a la localización de la antigua ciudad de Lucentum fueron proporcionados por Antonio Valcárcel Pío de Saboya y Moura, Conde de Lumiares, que en 1780 afirmaba que los restos del Tossal de Manises, que durante años había excavado personalmente, pertenecían a esta ciudad, contradiciendo las afirmaciones en el sentido de que dicha ciudad se hallaba fuera del ámbito local alicantino. Posteriormente fue excavado por Lafuente y Figueras, que buscaban una ciudad griega y cartaginesa. También fue prospectado en los años 1930 por el profesor Belda.
Lucentum se halla en un lugar privilegiado, con una excelente vista sobre la antigua Albufera, el cerro de las balsas y la bahía, que se adivina entre las numerosas edificaciones. 

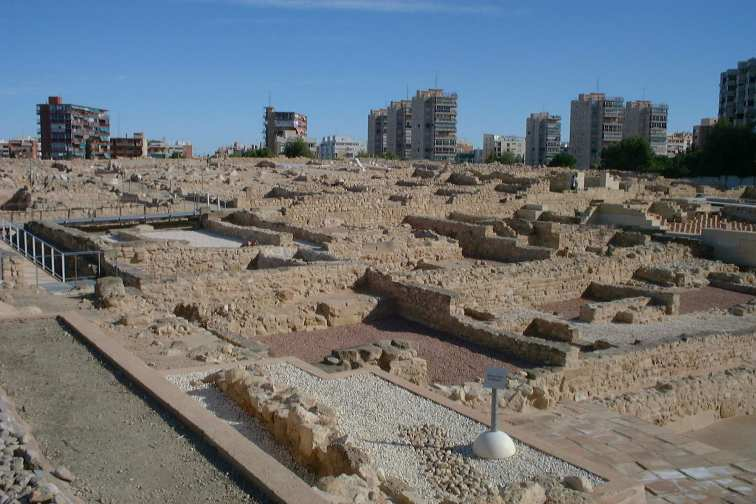
Planta general del conjunto arqueológico de Lucentum.

El poblado está cerrado en su parte más accesible por una muralla, de la que se conservan importantes restos. El lugar presenta signos de ocupación de época ibérica y romana, si bien los restos y el material obtenido corresponden a una ciudad romana, especialmente del siglo I en adelante. La ciudad romana se levantó sobre una ciudad ibérica de la que prácticamente no queda nada, salvo algunos restos de la muralla. El nivel inferior sería coetáneo a la necrópolis excavada en los años 1930 con motivo de la construcción de la carretera y cuyos materiales, de gran interés, han sido publicados y se conservan en el Museo Arqueológico Provincial de Alicante. Entre ellos destacan los pebeteros (quemaperfumes) de los que el museo cuenta con una excelente colección, algunos con curiosas formas, cerámicas ibéricas con decoración geométrica y figurativa, como el «vaso de los jinetes», vasos con representaciones de aves y peces (con probable huevo), restos escultóricos, joyas, collares de pasta vítrea, amuletos de origen egipcio, terracotas, fusayolas, armas, etc. Entre las joyas destacan tres pendientes (tumba F81 y F142) posiblemente de uso masculino, que sugieren la existencia de un taller local, y que también han sido identificados en otras necrópolis (tesorillo de Hellín). La «Kore de Alicante», actualmente en el Museo Arqueológico de Cataluña, podría proceder de este yacimiento.
El conjunto arqueológico de Lucentum ocupa una superficie de 30 000 m². En 1961 fue declarado «monumento histórico-artístico», aunque antes de esto estuvo a punto de desaparecer, víctima de la especulación inmobiliaria. Gracias a la valiente actuación de personas comprometidas con su conservación, como la arqueóloga sueca Solveig Nordström, Lucentum pudo salvarse, aunque al precio de quedar enclaustrada entre edificios altos que le restan la perspectiva de lo que fuera una importantísima ciudad romana y contaminan visualmente el conjunto. A pesar de la figura legal de «monumento» que la protegía, aún sufriría años de abandono y expolio hasta que en los años 1990 se inicia un proyecto serio para conservar los restos.

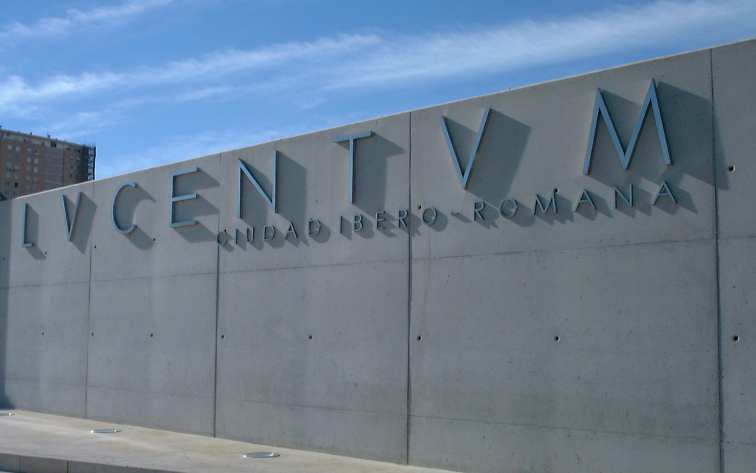
Entrada del conjunto arqueológico de Lucentum.

Recientemente ha sufrido una profunda remodelación, técnicamente excelente, dirigida por Rafael Pérez Jiménez (arquitecto) y Manuel Olcina Doménech (arqueólogo) y que ha sido premiada por la revista de arquitectura del Colegio Oficial de Arquitectos de la Comunidad Valenciana y que supone la recuperación definitiva e irreversible de lo que quedaba del yacimiento. La recuperación supone un hito cultural para la ciudad de Alicante.

## Descripción
Hoy se puede visitar el conjunto arqueológico, donde destacan los restos de la muralla que fortificaba el asentamiento, así como las bases de las torres defensivas prerromanas, las termas, el foro y parte de la necrópolis musulmana, así como los restos de una multitud de viviendas. Con todo ello, parte del Tossal de Manisses se encuentra aún en fase de excavación, por lo que se espera que el conjunto aumente en tamaño e importancia a medida que progresen los trabajos.

## Baloncesto
Con ese nombre existe un equipo de baloncesto. Es tanto femenino como masculino. El senior masculino esta en segunda división.